# Pseudocercospora juniperi
Pseudocercospora juniperi är en svampart som först beskrevs av Ellis & Everh., och fick sitt nu gällande namn av B. Sutton & Hodges 1990. Pseudocercospora juniperi ingår i släktet Pseudocercospora och familjen Mycosphaerellaceae.   Inga underarter finns listade i Catalogue of Life.